# Campeonato Europeo de Tiro en 10 m de 2010
El XL Campeonato Europeo de Tiro en 10 m se celebró en Meråker (Noruega) entre el 7 y el 13 de marzo de 2008 bajo la organización de la Confederación Europea de Tiro (ESC) y la Federación Noruega de Tiro Deportivo.
Las competiciones se llevaron a cabo en la Arena de Tiro de la localidad noruega.

## Resultados

### Masculino
| Evento                            | Oro                                 | Plata                                   | Bronce                                     |
| --------------------------------- | ----------------------------------- | --------------------------------------- | ------------------------------------------ |
| Rifle de aire 10 m (12.03)        | Sergéi Kruglov · Rusia · 700,0 pts. | Péter Sidi · Hungría · 699,1 pts.       | Denis Sokolov · Rusia · 698,7 pts.         |
| Rifle de aire 10 m (equipos)      | Rusia · 1789                        | Noruega · 1778                          | Ucrania · 1776                             |
| Pistola de aire 10 m (13.03)      | Mauro Badaracchi · Italia · 683,6   | Serhi Kudriya · Ucrania · 682,0 (+10,4) | Juraj Tužinský · Eslovaquia · 682,0 (+8,7) |
| Pistola de aire 10 m (equipos)    | Rusia · 1738                        | Ucrania · 1736                          | Eslovaquia · 1734                          |
| Blanco móvil 10 m (13.03)         | Dmitri Romanov · Rusia ·            | Vladislav Prianishnikov · Ucrania ·     | Emil Martinsson · Suecia ·                 |
| Blanco móvil 10 m (equipos)       | Rusia · 1731                        | Ucrania · 1707                          | Suecia · 1705                              |
| Blanco móvil mixto 10 m (11.03)   | Dmitri Romanov · Rusia · 387 (+18)  | Niklas Bergström · Suecia · 387 (+17)   | Maxim Stepanov · Rusia · 385               |
| Blanco móvil mixto 10 m (equipos) | Rusia · 1151                        | República Checa · 1136                  | Suecia · 1123                              |

### Femenino
| Evento                            | Oro                                  | Plata                                | Bronce                                |
| --------------------------------- | ------------------------------------ | ------------------------------------ | ------------------------------------- |
| Rifle de aire 10 m (13.03)        | Andrea Arsović Serbia 501,4          | Beate Guss · Alemania · 501,3        | Jessica Mager · Alemania · 501,2      |
| Rifle de aire 10 m (equipos)      | Alemania · 1190                      | Ucrania · 1185                       | Rusia · 1180                          |
| Pistola de aire 10 m (12.03)      | Bobana Veličković Serbia 486,6       | Zsófia Csonka · Hungría · 485,3      | Viktoria Chaika · Bielorrusia · 484,3 |
| Pistola de aire 10 m (equipos)    | Serbia 1143                          | Bielorrusia · 1139                   | Francia 1138                          |
| Blanco móvil 10 m (12.03)         | Irina Izmalkova · Rusia ·            | Yulia Eidenzon · Rusia ·             | Yulia Stepanova · Rusia ·             |
| Blanco móvil 10 m (equipos)       | Cancelado por falta de participantes | Cancelado por falta de participantes | Cancelado por falta de participantes  |
| Blanco móvil mixto 10 m (10.03)   | Irina Izmalkova · Rusia · 379        | Yulia Stepanova · Rusia · 370        | Yulia Eidenzon · Rusia · 365          |
| Blanco móvil mixto 10 m (equipos) | Cancelado por falta de participantes | Cancelado por falta de participantes | Cancelado por falta de participantes  |

## Medallero
| Núm. | País            | Oro | Plata | Bronce | Total |
| ---- | --------------- | --- | ----- | ------ | ----- |
| 1    | Rusia           | 9   | 2     | 5      | 16    |
| 2    | Serbia          | 3   | 0     | 0      | 3     |
| 3    | Alemania        | 1   | 1     | 1      | 3     |
| 4    | Italia          | 1   | 0     | 0      | 1     |
| 5    | Ucrania         | 0   | 5     | 1      | 6     |
| 6    | Hungría         | 0   | 2     | 0      | 2     |
| 7    | Suecia          | 0   | 1     | 3      | 4     |
| 8    | Bielorrusia     | 0   | 1     | 1      | 2     |
| 9    | Noruega         | 0   | 1     | 0      | 1     |
|      | República Checa | 0   | 1     | 0      | 1     |
| 11   | Eslovaquia      | 0   | 0     | 2      | 2     |
| 12   | Francia         | 0   | 0     | 1      | 1     |
|      | TOTAL           | 14  | 14    | 14     | 42    |